# Eliszeba
Eliszeba, Elżbieta (hebr. אֱלִישֶׁבַע) – postać biblijna ze Starego Testamentu.
Była córką Aminadaba z plemienia Judy i siostrą Nachszona. Poślubiła Aarona, któremu urodziła czterech synów: Nadaba, Abihu, Eleazara i Itamara (Wj 6,23).